# Eisbrecher (Getränk)
Der Eisbrecher (niederdeutsch auch Iesbreker, Isbreker) ist ein besonders in Norddeutschland verbreitetes, alkoholisches Heißgetränk. Die Grundzutaten sind Wasser, Rum, Rotwein und Zucker.
Die Bezeichnung Eisbrecher ist eine mundartlich scherzhafte Übertragung zu Eisbrecher (Schiff), die vor allem in Schleswig-Holstein und Mecklenburg-Vorpommern nachgewiesen ist.
Das Getränk findet sich in norddeutscher Literatur bereits seit Beginn des 20. Jahrhunderts.